# برونو نیکولای
برونو نیکولای (ایتالیایی: Bruno Nicolai؛ ۲۶ مهٔ ۱۹۲۶ – ۱۶ اوت ۱۹۹۱) آهنگساز، موسیقی‌دان و رهبر موسیقی اهل ایتالیا بود.

## فیلم‌شناسی
- کنت آکوئیلا
- تخم چشم
- دُم عقرب
- زنان سیری‌ناپذیر
- سپس هیچ‌کدام باقی نماندند
- کنت دراکولا
- کابوس‌ها شب‌هنگام زاده می‌شوند
- دجال
- سرباز حرفه‌ای
- دو تپانچه مگنوم ۳۸ برای شهری از اشرار
- ۹۹ زن
- بیوه دل‌ربا
- قاضی خونخوار
- لاکی مرموز
- دراکولا، زندانی فرانکنشتاین
- اوبالدا، سر تا پا عریان و داغ
- تمامی رنگ‌های تاریکی
- دلیل آن قطره‌های عجیب خون روی بدن جنیفر چیست؟
- گناه در وجودت حبس شده و فقط من کلیدش را دارم
- مکان قرار ملاقات
- قتل‌های هفتگانه بانوی سرخ‌پوش
- آریزونا کلت بازمی‌گردد
- دو ساد ۷۰
- اوژنی دو ساد
- وقتی عشق شهوت است
- سپاسگزارم، خاله